# بورس پراگ
بورس پراگ (انگلیسی: Prague Stock Exchange) بازار بورس اوراق بهادار جمهوری چک است، که در سال ۱۸۷۱ تأسیس شد. ساختمان اصلی محل برگزاری بازار بورس پراگ، در شهر پراگ مستقر می‌باشد.